# 曹組
曹组（?—?），字彦章，后改字元宠，颍昌阳翟（今河南禹县）人，宋朝政治人物。
曹緯之弟。生卒年不详。以学识见称於太学，然六試不中，著《铁砚篇》自励。其词作喜用俗语，多艳词。宣和三年（1121年），赐同進士出身。徽宗在玉华阁亲自召见，赐书曰: “曹组文章之士”。歷任武阶兼阁门宣赞舍人、给事殿中等职。卒於北宋末造。有《箕颖集》二十卷，今不傳。趙萬里有辑本。有子曹勳。